# 艾彼得里峰
44°27′4″N 34°3′10″E / 44.45111°N 34.05278°E

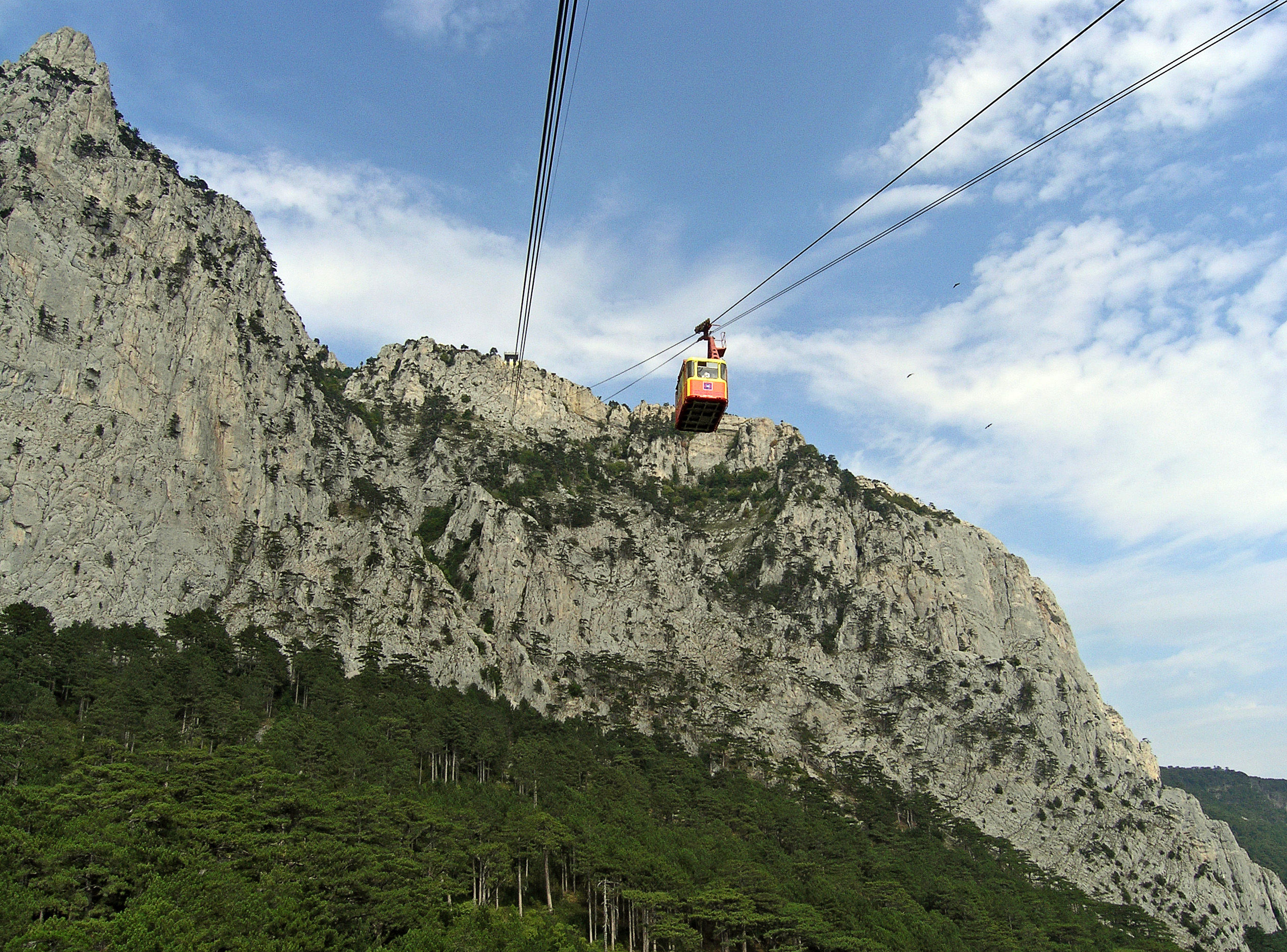

艾彼得里峰（烏克蘭語：Ай-Петрі），是克里米亞南部的山峰，屬於克里米亞山脈的一部分，海拔高度1,234.2米，每年平均降雨量1,075毫米，是克里米亞最多風的地方之一。